# 에버모어 엔터테인먼트
에버모어 엔터테인먼트(EVERMORE ENTERTAINMENT)는 대한민국의 음반사이다. 2011년에 설립되었으며 음반기획 및 제작뿐만 아니라 레코딩 스튜디오도 운영하고 있다.

## 연혁
- 2011년 7월 에버모어(주) 설립
- 2011년 10월 에버모어 레코딩 스튜디오 오픈

## 소속 아티스트
- 김정훈
- AIVAN
- 김종현 (뉴이스트 출신)
- 캐치더영 (Catch The Young)
- 이정주
- 이근형

## 현재 소속 연습생
- 남유주
- 이선우

## 이전 소속 연예인
- S.L.K.
- 김바다
- 레이시오스
- 아트오브파티스
- 헬로 스트레인저
- 버스터즈(슈퍼스타K6 TOP6)
- 보이스퍼